# FC Iberia
Fútbol Club Iberia, též používaný název Sport Club Iberia, byl španělský fotbalový klub sídlící ve městě Tanger ve Španělském protektorátu v Maroku. Klub byl založen v roce 1953. V roce 1956, kdy skončila španělská nadvláda nad severním územím Maroka, klub zaniká.
Své domácí zápasy hrál klub na stadionu Estadio El Marchán s kapacitou 15 000 diváků.